# Dactyloptena macracantha
Dactyloptena macracantha är en fiskart som först beskrevs av Bleeker, 1854.  Dactyloptena macracantha ingår i släktet Dactyloptena och familjen Dactylopteridae. Inga underarter finns listade i Catalogue of Life.